# Naissance d'un Golem
Pour plus de détails, voir Fiche technique et Distribution.
Naissance d'un Golem est un film franco-israélien réalisé par Amos Gitaï, sorti en 1991.

## Synopsis
C'est le premier volet d'une trilogie sur le golem, personnage mythique des légendes juives.

## Fiche technique
- Titre : Naissance d'un Golem
- Réalisation : Amos Gitaï
- Scénario : Amos Gitaï
- Pays de production :  France
- Format : couleurs - 35 mm
- Genre : drame
- Durée : 60 minutes
- Date de sortie : 1991

## Distribution
- Dominique Sanda
- Sapho
- Elinor Jagodnik
- Raphael Hatishbi
- Adina Baron
- Viktor Demski